# Никодим I Јерусалимски
Патријарх Никодим (грч. Πατριαρχης Νικοδημος ο Α' рођ. Николаос Цинцонис; 18 (30) новембар 1828, Константинопољ — 5 (18) фебруар 1910, Халки, Османско царство) био је епископ јерусалимске патријаршије; 135. патријарх града Јерусалима и целе Палестине (1883-1890).

## Биографија
Рођен 18. (30.) новембра 1828. године у Цариграду, у породици православне Грке.
Основно образовање стекао је у школи при Цариградској патријаршији, а касније је завршио Богословску школу на острву Халки. Радио је као учитељ у једној од православних школа у Јерусалиму, а убрзо је рукоположен у чин ђакона (годину дана касније уздигнут је у чин протођакона).
Године 1859. уздигнут је у достојанство архимандрита, а 1860. године добио је почасно постављење за управника имања Гробног братства у Бесарабији. Добро је говорио руски и дописивао се са многим високим функционерима у Санкт Петербургу.
Године 1872. је опозван у Јерусалим, где је постављен за великог драгомана Јерусалимске патријаршије. Када се разбуктао сукоб између Грка и Арапа, послао га је јерусалимски патријарх Прокопије II у Акру да смири зараћене стране.
Године 1877. послат је у Москву да служи као ректор Јерусалимског метохија и представник Јерусалимске патријаршије у Русији. Митрополит новгородски и петербуршки Исидор (Николски) началствовао је његовим хиротонисањем за епископа таворског.
4. августа 1883. добио је обавештење из Јерусалима о свом избору у одсуству на катедру јерусалимског патријарха.
Попевши се на престо, почео је да се бори против појачане католичке и протестантске мисионарске активности у Палестини, и у томе је успео, задржавши многе своје стадо у окриљу православља, па чак и преобративши неке католике и протестанте.
Године 1885. предузео је преглед целе Палестине. По повратку у Јерусалим, упутио је петицију османској влади да светиње које су у поседу муслимана припоји поседима православних.
У периоду свог примата подигао је и обновио значајан број цркава и манастира и скоро удвостручио број јавних школа.
30. јула 1890. напустио је дужност и повукао се на острво Халки. Пре смрти, примао је пензију од Јерусалимске и од Московске патријаршије. Одбио је пензију од, понуђену у име султана.
Преминуо је 5 (18) фебруара 1910. године на острву Халки.